# Кутузов, Виталий Владимирович
Вита́лий Влади́мирович Куту́зов (бел. Віталь Уладзіміравіч Кутузаў; род. 20 марта 1980, Пинск, Брестская область) — белорусский футболист. Игрок национальной сборной с 2002 по 2011 год. Один из лучших игроков в истории БАТЭ.

## Биография
Воспитанник ДЮСШ-3 (Пинск). Первый тренер — Александр Шевелянчик. В 1998 году в возрасте 18 лет оказался в БАТЭ. В дебютном для футболиста сезоне главный тренер команды Юрий Пунтус в основном выпускал Кутузова на замену. В первой для себя встрече, против «Молодечно» (2:1), появился после перерыва вместо Вадима Скрипченко и в концовке заработал пенальти, реализованный Юрием Тихомировым. Гол оказался победным. В дебютный год полностью провел 2 матча из 27, однако отличился пять раз и отдал девять голевых передач.
В следующем году Кутузов стал лидером команды и лучшим бомбардиром, забив 19 голов в 28 матчах. В поединке с «Нафтаном» (7:1) сотворил хет-трик. Однако спор бомбардиров Кутузов проиграл Валерию Стрипейкису из «Славии» (тот забил 22 мяча), но зато БАТЭ впервые взял золото чемпионата.
21 июня 2000 года стал первым футболистов в истории БАТЭ, оформившим покер в поединке высшей лиги — вновь в ворота «Нафтана» (8:0). Стал одним из лидеров молодёжной сборной. В сезоне-2001 сотворил второй покер, в матче против минского «Торпедо-МАЗ» (5:2). В 18 матчах чемпионата забил 14 голов. Ещё один мяч провёл в ворота тбилисского «Динамо» в Кубке УЕФА. В следующем раунде клуб получил в соперники «Милан» и в перерыве встречи руководства клубов договорились о трансфере Кутузова.
За «Милан» Кутузов провёл всего две игры в чемпионате. На сезон 2002/03 был арендован «Спортингом» из Лиссабона, где его дублером был Криштиану Роналду. За основной состав провел 24 игры, забил 3 мяча. В сезоне 2003/04 играл в «Авеллино», в 2004—2006 — в «Сампдории». В 2006 заключил контракт на три года с «Пармой». На сезон 2007/08 отправился в аренду в «Пизу». Позже три сезона выступал за «Бари».
В 2012 году за участие в договорных матчах был дисквалифицирован на три года, что привело к завершению карьеры.
После ухода из большого футбола в качестве хобби увлёкся хоккеем, стал выступать на позиции вратаря за клуб из Монцы.
В 2016 году суд Бари оправдал бывших игроков местного клуба, среди которых был Кутузов.
В 2017 году получил тренерскую лицензию B.
В феврале 2018 года в Минске получил должность одного из кураторов местной детской футбольной академии миланского «Интера».
В 2019 году стал основателем и президентом компании VK1 Global Sports Investment.
Весной 2019 года выдвигал свою кандидатуру на пост главы Белорусской федерации футбола, однако инициатива Кутузова не была поддержана. По его мнению, по политическим причинам. Значился в списке 30 кандидатов в исполком АБФФ, однако впоследствии его кандидатура была отозвана.
Летом 2020 года авторитетный ресурс Transfermarkt опубликовал десятку рекордных продаж в истории чемпионатов Беларуси. Борисовский БАТЭ выручил за переходы Ренана Брессана в «Аланию» и Виталия Кутузова в «Милан» по 3,5 млн евро — эти сделки делят первое место.
В апреле 2021 года запустил совместный проект с клубом «Крумкачы». Проект был реализован совместно с платформой Sportexclub при участии капитала итальянского миллиардера Маурицио Миана.

## Достижения

### Командные
БАТЭ
- Чемпион Беларуси: 1999
- Серебряный призёр чемпионата Беларуси: 1998, 2000
- Бронзовый призёр чемпионата Беларуси: 2001

«Спортинг»
- Обладатель Суперкубка Португалии: 2002
- Бронзовый призёр чемпионата Португалии: 2002/03

«Бари»
- Победитель Серии B: 2008/09

### Личные
- Лучший нападающий чемпионата Беларуси: 2001
- Три раза включался БФФ в список 22 лучших футболистов чемпионата Беларуси: 1999, 2000, 2001